# Avenida de Orihuela
La avenida de Orihuela, y por extensión la carretera de Ocaña, son dos avenidas consecutivas de la ciudad española de Alicante que constituyen el acceso oeste de la ciudad, por lo que son conocidas en conjunto como la carretera de Madrid.

## Avenida de Orihuela

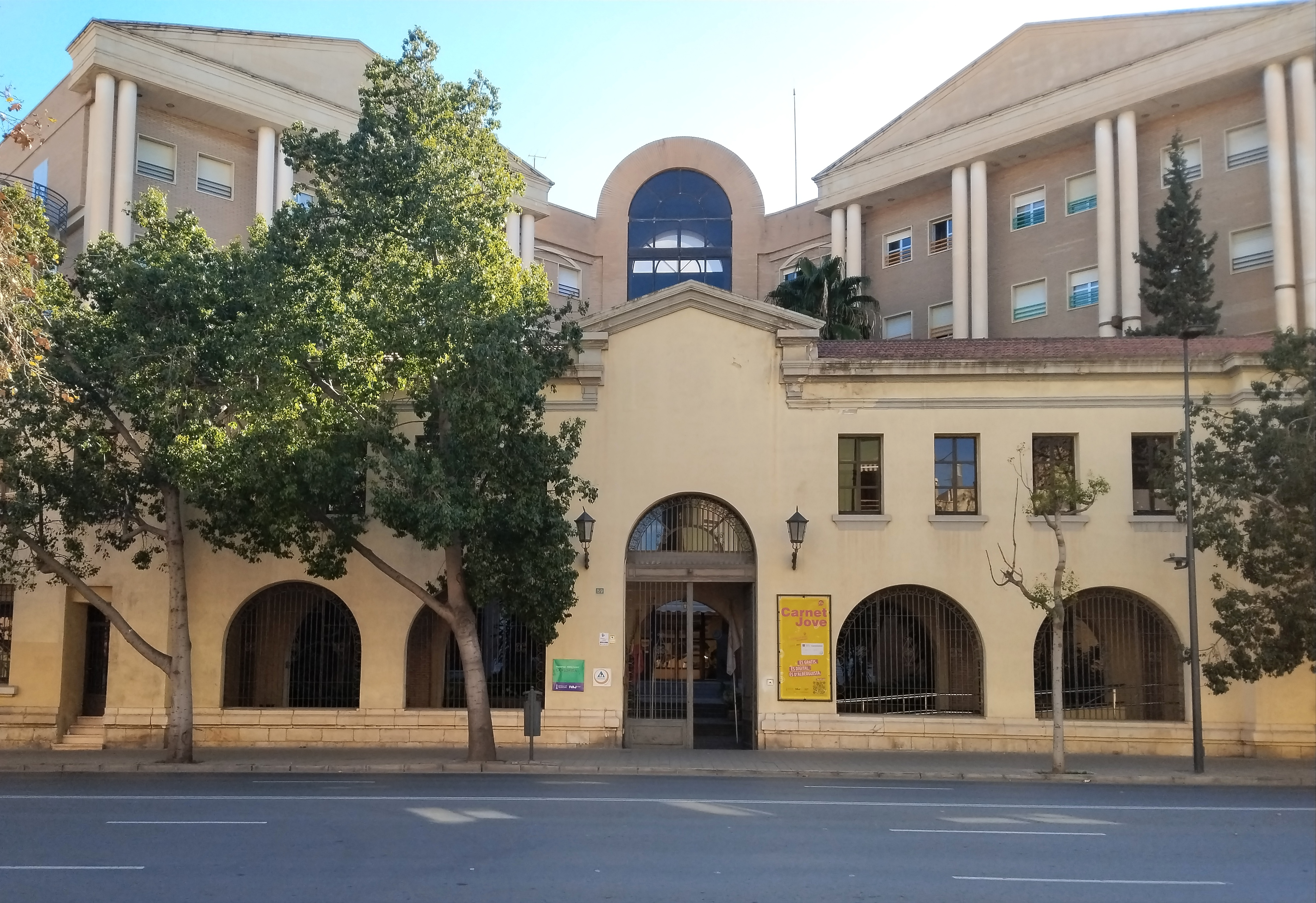
El Albergue Juvenil de la Florida, conocido popularmente como "Cárcel de José Antonio".

Originalmente parte de la carretera de Ocaña, cambió a su denominación actual el 23 de abril de 1927. Comienza como una bifurcación de la avenida de Aguilera hacia el noroeste, siendo la calle Periodista Rafael González Aguilar su ramal suroeste. La avenida finaliza un kilómetro más al oeste, en su cruce con la avenida del Río Muni (Vía Parque), siendo interrumpida por la Gran Vía a la altura de la glorieta del Músico Emilio Álvarez. La avenida sirve como límite de los barrios de Ciudad de Asís, Florida Alta y Florida Baja, y es una zona de alto tránsito de vehículos, pues se trata de la continuación de las vías de entrada y salida entre el centro y el exterior de la ciudad, así como de acceso a los polígonos industriales de la ciudad. Ha sido históricamente un vía de paso, y antes de su traspaso a gestión municipal, el vial era una extensión de la N-330.
Pese a su alta densidad de tránsito, de dos a tres carriles por sentido, es una avenida ornamentada con árboles que dan sombra durante prácticamente todo el año, a modo de bulevar. A lo largo de la avenida existen algunos pequeños comercios, franquicias y supermercados como Dia y Mercadona. En esta avenida se encuentran además el edificio de la Oficina Técnica de la Diputación de Alicante, con varios de sus departamentos, como Medio Ambiente, Ciclo Hídrico y el Parque Móvil, y el Albergue Juvenil de la Florida, antigua prisión provincial donde fue fusilado durante la guerra civil española  José Antonio Primo de Rivera, conocida por ello popularmente como la prisión o cárcel de José Antonio.

## Calle Omega
La calle Omega separa la avenida de Orihuela de la carretera de Ocaña. La rotonda que obliga a los vehículos a reducir la velocidad y facilita el acceso a la avenida Río Muni, en vistas de que sirva de crucen la Vía Parque y la avenida una vez esté completa.

## Carretera de Ocaña
La carretera de Ocaña es el sector de la N-330 bajo jurisdicción municipal, y se extiende desde la calle Omega hasta la salida 230 que comunica con El Rebolledo. Comparte denominación con la A-31 a partir del cruce con la CV-848, que lleva a la partida del Bacarot. Recibe su nombre al tratarse de la antigua carretera estatal que comunicaba con el municipio toledano de Ocaña, punto de salida de las carreteras de Madrid hacia el sur de España, denominación que ha mantenido desde su creación. Originalmente también comprendía las actuales avenidas de Aguilera –separada en 1886– y Orihuela –en 1927–.
Se trata de una carretera urbana de acceso a los polígonos industriales de Ciudad de Asís, el Pla de la Vallonga, el Llano del Espartal, Las Atalayas y otros grupos logísticos como Mercalicante, así como numerosos concesionarios de coches, gasolineras y recintos industriales. Permite la conexión entre la ciudad y las pedanías del Rebolledo y El Bacarot y sirve de acceso a la autovía que lleva al interior de la provincia de Alicante y el centro de España A-31, así como la circunvalación de Alicante A-70 y la carretera hacia el sur de la provincia y Murcia N-332 a través de la avenida Mare Nostrum.